# Алдабергенова, Жанбота Еркинкызы
Жанбота Алдабергенова (каз. Жанбота Еркінқызы Алдабергенова; род. 23 сентября 1995 года, Шымкент) — казахстанская фристайлистка, выступающая в акробатике за город Алматы, многократный победитель этапов Кубка Европы и 2-кратный абсолютный чемпион Европы. Призёр нескольких Этапов Кубка мира, участница трёх Олимпийских игр (Сочи 2014 — 6 место, Пхенчхан 2018 — 13 место и Пекин 2022 — 13 место).

## Биография
Окончила ЮКГУ им. М. Ауэзова, сейчас учится в КазНУ им. Аль-Фараби (юриспруденция-правоохранительная деятельность)
Выступает за город Алматы. В её активе — ряд серьёзных побед на крупных соревнованиях: на Кубке Республики Казахстан 2011 года спортсменка завоевала 1-е место, в 2012-м на этапе Кубка Европы в Раубичах (Беларусь) стала бронзовым призёром.
Серебряный призёр Чемпионата Мира 2015 (Италия).
Многократный победитель и призёр этапов кубка Европы. Абсолютный чемпион 2015-2016-го сезона по Кубкам Европы.
Серебряный призёр Кубка Мира.
На Олимпиаде-2014 в Сочи показала 6-й результат. На Олимпийских играх в Пхенчхан 2018 года стала 13-й и В Пекинской Олимпиаде 2022 так же стала 13-й.
В декабре 2019 года завоевала 2 золотых медалей и 1 серебро в финском городе Руке.
На соревнованиях по синхронным прыжкам с Акмаржан Калмурзаевой — 1-е место в рамках этапа Кубка Европы по фристайл-акробатике.
В феврале 2020 года на домашнем этапе Кубка мира (г. Алматы, Казахстан) по лыжному фристайлу-акробатике Жанбота Алдабергенова выиграла бронзовую медаль.